# Gumyō-ji

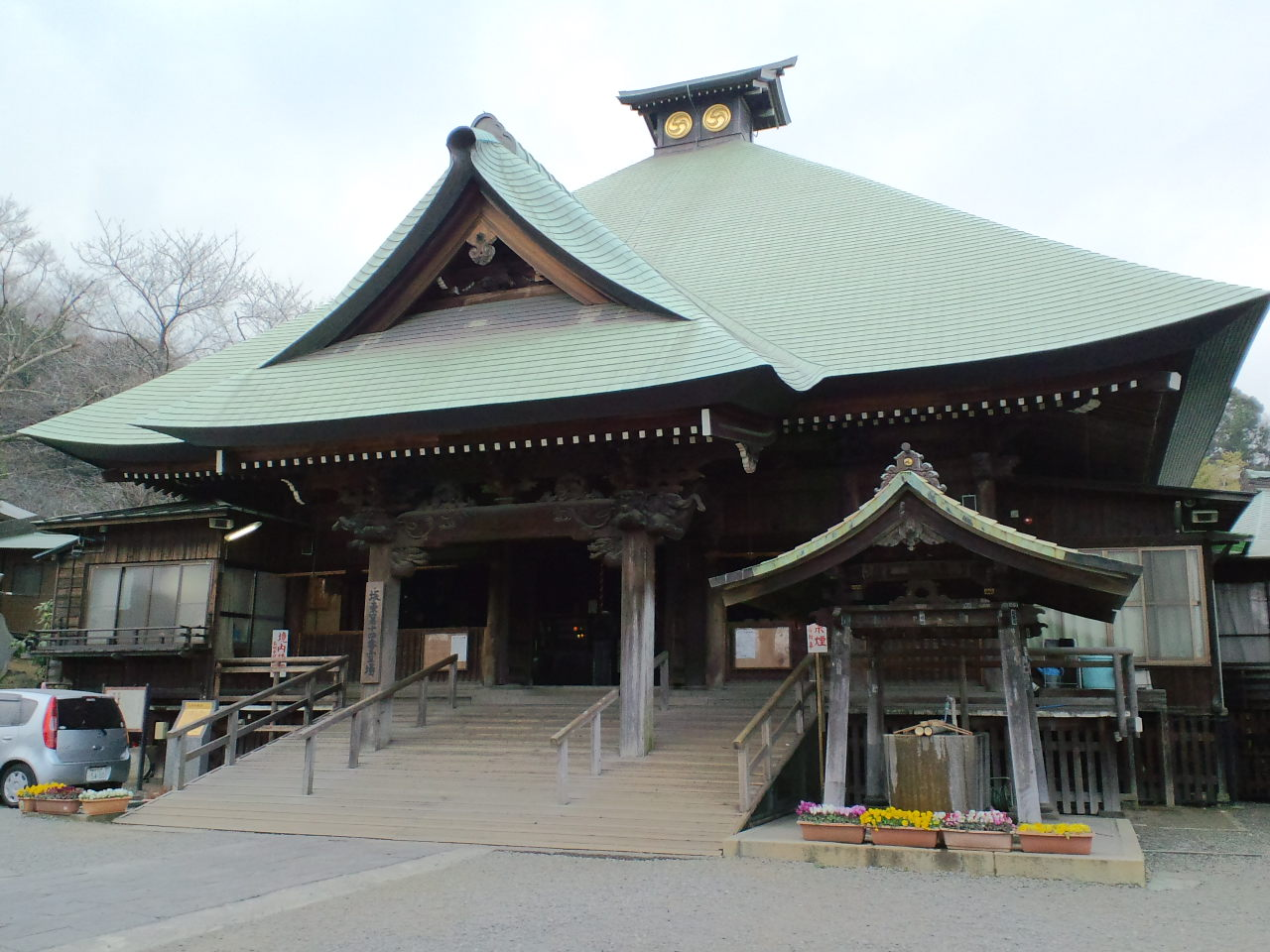
Haupthalle

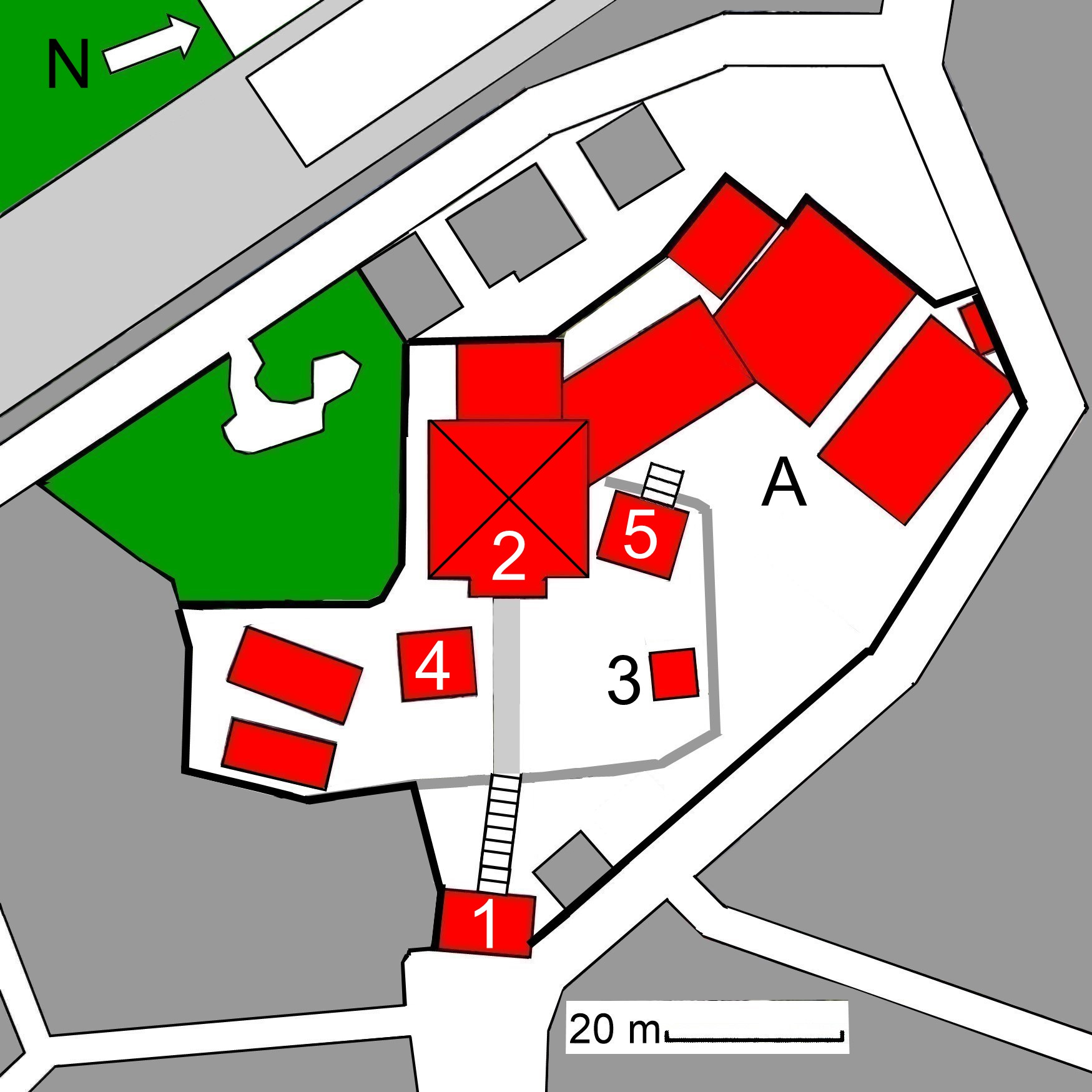
Plan des Tempels (s. Text)

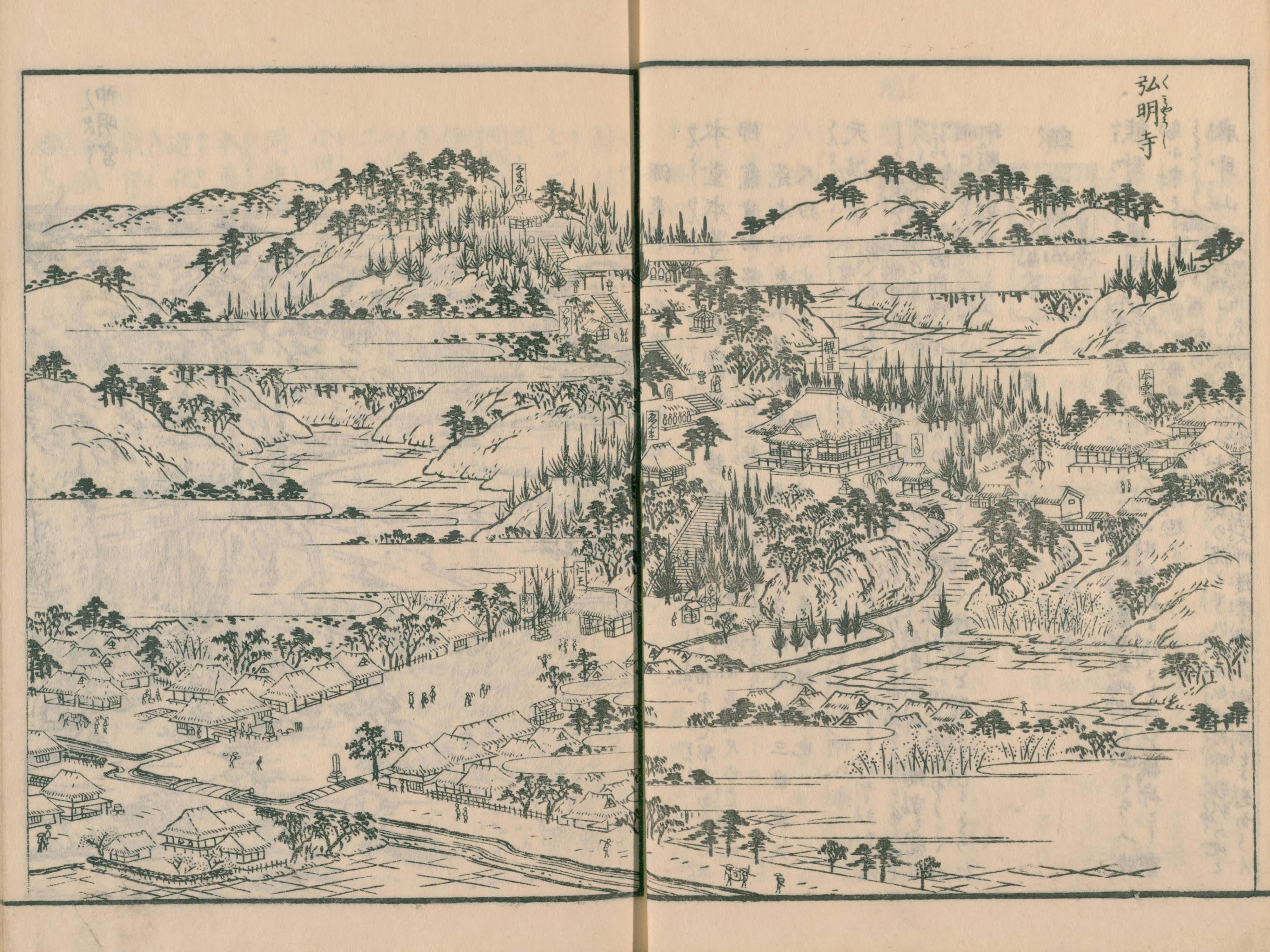
Gumyō-ji zur Edo-Zeit

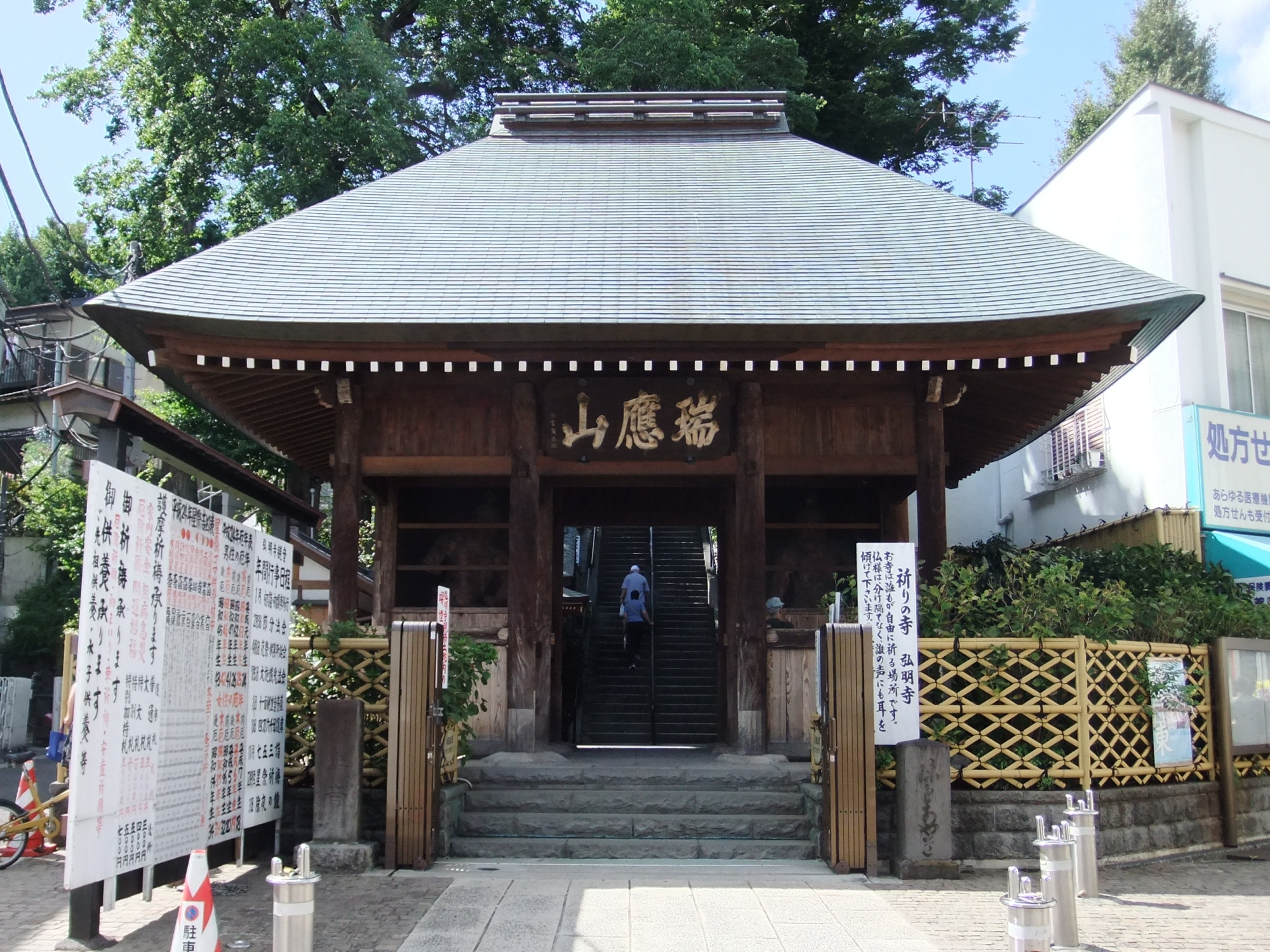
Tempeltor

Der Gumyō-ji (japanisch 弘明寺) mit dem Bergnamen Suiō-san (瑞應山) und dem Untertempelnamen Renge-in (蓮華院) ist ein Tempel, der zum Kōyasan-Zweig (高野山派 Kōyasan-ha) der Shingon-Richtung des Buddhismus gehört. Er befindet sich in Yokohama in der Präfektur Kanagawa, Japan, und ist der älteste Tempel der Stadt. In der traditionellen Zählung ist er der 14. der 33 Tempel der Kantō-Region.

## Geschichte
Der Tempel dürfte aus der späten Heian-Zeit stammen. Der Überlieferung nach wurde er ab dem Jahr 1044 angelegt. Nach dem Azuma Kagami (吾妻鏡), einer Chronik aus der Kamakura-zeit, heißt es für das Jahr 1181, dass der Tempel eine Gebetsstätte für die Minamoto (源家累代の祈願所 Genke ruidai no kiganjo) sei. So war Minamoto no Yoritomo ein großer Förderer.
Bis zur Kamakura-Zeit wurde der Tempel 求明寺 (Gumyō-ji) geschrieben, dann wurde das 求 nach einer die Kannon betreffenden Sutra durch das dort gleichlautende 弘 ersetzt.
Das Tempelgelände wurde 1930 durch den Bau der Keikyū-Hauptlinie durchschnitten. Der westliche, auf einer Anhöhe gelegene Teil wurde zum Gumyōji-Park (弘明寺公園 kōen), wobei nur ein Teil der Friedhofsanlage erhalten blieb.

## Die Anlage
Auf den Tempel führt eine Ladenstraße „Vor dem (Tempel-)Tor“ (門前町 Monzen-machi) zu und überquert dabei die Straße nach Kamakura (鎌倉みち Kamakura michi). Man betritt die Tempelanlage vom Südosten her durch das Tempeltor (山門 Sammon; 1 im Plan), das hier als Niō-Tor (仁王門 Niō-mon), also als Tor mit den beiden Tempelwächtern (Niō) rechts und links vom Durchgang ausgeführt ist. Man steigt eine Treppe hoch zur Ebene der Tempelanlage und hat dann die Haupthalle (本堂 Hondō, 2) vor sich, die ein Pyramidendach besitzt.
Rechts am Rand steht der Glockenturm (鐘楼 Shōrō; 3) und das Fūseki-Tor (楓関門 Fūseki-mon; 5), das zum Abts- und Mönchsbereich (A) führt. Auf der linken Seite steht die Daishidō (大師堂; 4), also die Halle, die dem Tempelgründer gewidmet ist.

## Tempelschätze
Die Hauptkultfigur, eine elfgesichtige Kannon (十一面観音), „Gumyō Kannon“ genannt, ist als Wichtiges Kulturgut Japans eingestuft. Sie ist 181,7 cm hoch und aus einem Stück Zelkoven-Holz gefertigt. Die Bearbeitung mit Rundmeißel (丸鑿 marunomi) deutet darauf hin, dass sie in der späten Heian-Zeit gefertigt sein dürfte, also anlässlich des Wiederaufbaus des Tempels.